# Floriano
Floriano este un oraș în Piauí (PI), Brazilia.